# Лупашко Владислав Вікторович
Владислав Вікторович Лупашко (нар. 4 грудня 1986, Білгород-Дністровський, Одеська область) — український футболіст, півзахисник. По завершенні ігрової кар'єри — футбольний тренер. З літа 2024 року очолює «Карпати» (Львів).

## Кар'єра
Вихованець ДЮСШ м. Білгород-Дністровський (тренер — Володимир Анатолійович Крейтер), у ДЮФЛ України грав за УФК (Дніпропетровськ), тренер — Віктор Михайлович Ястрєбов.
16 серпня 2003 року дебютував на професіональному рівні у домашній грі «Борисфена-2» проти «Чорногори» (Івано-Франківськ) у другій лізі. Навесні 2004 року провів кілька ігор у складі першолігового «Борекса-Борисфена» (Бородянка).
Сезон 2004/05 провів у головній команді «Борисфена» (Бориспіль), де виступав за дублерів, а також зіграв 2 матчі за головну команду в останніх турах вищої ліги. За основну команду став частіше грати лише з вильотом команди до Першої ліги.
У 2006—2007 роках виступав за донецький «Металург», але грав за команду дублерів, лише раз за три сезони вийшовши на поле у вищій лізі.
Упродовж 2008 року грав за «Княжу» (Щасливе) у першій лізі, поки клуб не було розформовано.
У лютому 2009 року перейшов у «Львів». У команді дебютував 28 лютого 2009 року в матчі проти дніпропетровського «Дніпра» (1:1). За підсумками сезону 2008/09 «Львів» залишив вищий дивізіон, а Лупашко провів 13 матчів. Влітку 2009 року в його послугах був зацікавлений одеський «Чорноморець», але Владислав залишився у Львові.
Влітку 2010 року став гравцем прем'єрлігової «Оболоні», за яку виступав до кінця 2012 року, поки команда не знялась зі змагань.
На початку 2013 року підписав контракт з першоліговою «Буковиною», але вже влітку повернувся до еліти, перейшовши на правах вільного агента в «Іллічівець».
В січні 2015 року підписав контракт із «Зіркою» (Кропивницький). Разом з командою став чемпіоном Першої ліги України 2015/16. Був основним гравцем і віцекапітаном команди, але після виходу в Прем'єр-лігу поступово втратив місце в основі й влітку 2017 року залишив команду
14 липня 2017 року підписав контракт з петровським «Інгульцем». Після п'яти сезонів на полі у футболці «Інгульця», на початку 2022 року завершив кар'єру гравця, але залишився в команді та перейшов працювати до тренерського штабу під керівництвом Сергія Лавриненка. Згодом працював помічником і у його заступників Младена Бартуловича та Сергія Ковальця.
Після того як за підсумками сезону 2022/23 «Інгулець» посів низьке 14 місце, Ковальця було звільнено, а Лупашко став в.о. головного тренера напередодні перехідних матчів з ЛНЗ за право грати в УПЛ наступного сезону. За їх результатами петровський клуб вилетів з української Прем'єр-ліги, поступившись у перехідних матчах черкаському ЛНЗ (1:1 та 1:2), тим не менш Владислава було призначено повноцінним головним тренером на наступний сезон. У ньому «Інгулець» під керівництвом Лупашка виграв Першу лігу та повернувся до еліти, а сам Лупашо був визнаний найкращим тренером ПФЛ.
У червні 2024 року Лупашко очолив «Карпати U-19» (Львів), але вже наступного місця, ще до старту чемпіонату став головним тренером першої команди, після того як його попередник Мирон Маркевич покинув львівський клуб.

## Досягнення

### Як гравець
- Фіналіст Кубка України: 2018/19
- Переможець Першої ліги України: 2015/16

### Як тренер
- Переможець Першої ліги України: 2023/24

### Індивідуальні
- Найкращий тренер у ПФЛ: 2023/24

## Особисте життя
Його сім'я живе в Білгороді-Дністровському. Його батько любить футбол. Також крім нього в родині є сестра. Владислав Лупашко одружений з Катериною, є дочка Меланія.